# Josef Veit
Josef Veit (* 15. März 1859 in Ebenthal; † 1. März 1949 ebenda) war ein österreichischer Politiker (CSP) und Wirtschaftsbesitzer. Er war von 1909 bis 1921 Abgeordneter zum Landtag von Niederösterreich.

## Leben
Veit besuchte die Volksschule und legte danach die Post- und Telegraphenprüfung ab. In der Folge war er als Wirtschaftsbesitzer und Postmeister tätig.

## Politik
Politisch engagierte sich Veit zwischen 1891 und 1919 als Bürgermeister von Ebenthal, zudem war er als Obmann des Bezirksstraßenausschusses und Mitglied des Bezirksschulrates aktiv. Er vertrat die christlichsoziale Partei zwischen dem 8. Jänner 1909 und dem 8. Jänner 1915 im Niederösterreichischen Landtag, wobei er als Abgeordneter für die Gerichtsbezirke Marchegg und Matzen gewählt worden war. Nach dem Ersten Weltkrieg war er vom 5. November 1918 bis zum 4. Mai 1919 Mitglied der Provisorischen Landesversammlung. Danach gehörte er dem Landtag ab dem 20. Mai 1919 an, wobei er während der Trennungsphase Wiens von Niederösterreich zwischen dem 30. November 1920 und dem 11. Mai 1921 Mitglied der Kurie Niederösterreich-Land war. Veit schied per 11. Mai 1921 aus dem Landtag aus. Veit kandidierte auch bei der Reichsratswahl 1911, unterlag jedoch in einer Stichwahl Josef Bogendorfer.